# 木炭紙
木炭紙（もくたんし）とは、おもにデッサンの材料とする紙。細長い棒状の木炭で描く。消し具は食パンが使われる。現在は練り消しゴムも使われる。

## 紙としての特徴
- 紙質は画用紙よりも和紙に近く、ざらついた紙肌で強く弾力性に富み、木炭や鉛筆ののりが良い。
- 目つぶれ、毛羽立ち、裂けがなく、木炭画、鉛筆デッサンに適している。
- 水分を含んだ場合は膨張して、乾燥した場合のしわも生じる。